# Sarbu Aladár
Sarbu Aladár (Budapest, 1940. szeptember 28. –) magyar irodalomtörténész, író, az Eötvös Loránd Tudományegyetem Bölcsészettudományi Kar Angol–Amerikai Intézet egyetemi tanára.

## Életpályája
1940. szeptember 28-án született. Apja Sarbu Simon gépkocsivezető, anyja Bencsik Irén háztartásbeli. Születési helye Budapest, ami önéletrajza szerint csak annyit jelent, hogy születésekor az édesanyja a nagyszülőknél tartózkodott Pilisszentivánon, és onnan könnyen eljutott a budai Szent János Kórházba. Valójában a család  Alsó-Csingervölgyben élt, ami később Ajka településrésze lett. 1953 nyarán költöztek Pilisszentivánra, Sarbu ott fejezte be az általános iskolát. Középiskolai tanulmányait a budapesti Petőfi Sándor Gimnáziumban végezte.
1958–1963 között az Eötvös Loránd Tudományegyetem Bölcsészettudományi Kar magyar–angol szakos hallgatója volt. 1962–1963-ban a Londoni Egyetemen tanult és kutatott. 1963-tól az Eötvös Loránd Tudományegyetem Bölcsészettudományi Kar mai Angol-Amerikai Intézete jogelődjének angol tanszékén tanított, 1983–1990 között tanszékvezető volt, 1992-től egyetemi tanár. 2010-től emeritus professzor. 1993-tól 2009-ig a Modern angol és amerikai irodalom doktori programot vezette. 2004-től 2008-ig a Miskolci Egyetem angol tanszékén tanított másodállásban. 1972–1973-ban a Liverpooli Egyetemen kutatott és tanított, 1978–1979-ben a Harvard Egyetemen, 1988–1989-ben a Minnesotai Egyetemen volt tanulmányúton. 1986-tól 2010-ig a Modern Filológiai Füzeteket szerkesztette.
Kutatási területe az angol regény, valamint a XX. századi angol és a XIX. századi amerikai irodalom. Regényelmélettel, a romantika és a modernizmus kapcsolatának kérdéseivel foglalkozik. Regényei és elbeszélései az 1970-es évek közepétől jelennek meg.

## Magánélete
1967-ben házasságot kötött Weger Évával. Két gyermekük született: Nóra (1969) és András (1971). Unokái: Ronyecz Rita, Ronyecz Ágnes, Sarbu Andor és Sarbu Imre.

## Művei

### Monográfiák, tanulmányok
- A moralitáshagyomány Marlowe, Shakespeare és Ben Jonson műveiben (tanulmány, 1965)
- Szocialista realista törekvések a modern angol regényben (kismonográfia, 1967)
- Joseph Conrad világa (kismonográfia, 1974)
- Henry James világa (kismonográfia, 1979)
- Henry James és a lélektani regény (monográfia, 1981)
- Literary Nationalism: Ireland and Hungary (tanulmány, 1987)
- The Early Republic: The Making of a Nation - The Making of a Culture (tanulmánykötet, szerkesztette Steve Ickringill-lel és Abádi Nagy Zoltánnal, 1988)
- Könyörgés nyilvános költészetért. Tanulmányok, esszék, vitairatok a harmincas évek szocialista angol irodalmából (szerkesztette, 1986)
- The Fantastic in James Joyce’s Ulysses: Representational Strategies in “Circe” and “Penelope” (tanulmány, 1991)
- The Reality of Appearances: Vision and Representation in Emerson, Hawthorne, and Melville (monográfia, 1996)
- Éhe a szónak. Irodalom és irodalomtanítás az ezredvégen (tanulmánykötet, szerkesztette Péter Ágnessel és Szalay Krisztinával, 1997)
- English as an Academic Discipline: Hungarian Orientations (tanulmány, 2008)
- The Study of Literature: An Introduction for Hungarian Students of English (tankönyv, 2008)
- Doris Lessing és a politika (tanulmány, 2009)
- Walter Pater és az angol modernizmus (tanulmány, 2010)
- Artists as Critics: Walter Pater, Oscar Wilde, and British Aestheticism (tanulmány, 2011)
- Kincsem in Ulysses? A Paratextual Inquiry (tanulmány, 2013)
- Szerb Antal, W. B. Yeats, Walter Pater és A Pendragon legenda (tanulmány, 2018)

### Szépirodalmi művek
- Töredék. Egy pártember emlékirataiból (regény, 1983)
- Egyetem. Csúfondáros regény (regény, 1995)
- Tűnődő. Politikai gyermekregény (regény, 1997)
- A tűnődés vége (regény, 2002)
- Tájkép tóval (regény, 2014)
- Botond. Politikai kutyaregény (regény, 2017)

## Fokozatai, díjai, kitüntetései
- Bölcsészdoktor (1965)
- Az irodalomtudomány kandidátusa (1977)
- Az irodalomtudomány doktora (1991)
- Széchenyi professzori ösztöndíj (1999-2002)[2]
- Apáczai Csere János-díj (2001)
- A Magyar Köztársasági Érdemrend lovagkeresztje (2009)[3][4]
- Pro Universitate Emlékérem arany fokozata (2010)[5]